# New! Improved!
New! Improved! — третьй студийный альбом психоделической-группы Blue Cheer выпущен на лейбле Philips в 1969 году.
Альбом был записан без участья Ли Стивенса который ушёл из Blue Cheer в 1968
New! Improved! был немного более успешным, чем предыдущий альбом группы, Outsideinside, и достиг 84 места в чарте альбомов Billboard 200. Один сингл «West Coast Child of Sunshine» при поддержке «When It All Gets Old» был выпущен, но не попал в чарты.

## Об альбоме
Все песни были записаны другими гитаристами Рэнди Хоуденом и Брюсом Стивенсом, однако в уже в 1969 Хоуден решает покинуть коллектив однако его песни Peace of Mind, Fruit & Iceburgs, Honey Butter Lover. Будут добавлены на вторую сторону пластинки группы. Уже с новым гитаристом Брюсом Стивенсом были записаны первая сторона пластинки. Также был приглашён клавишник Рэлфа «Бёрнза» Келлога, который играл до этого в альбоме Outsideinside.

## Критики
В ретроспективном обзоре AllMusic Марк Деминг дал альбому три с половиной звезды из пяти. Он подчёркивает два очень разных музыкальных стиля: такие термины, как «коренной», «кантри-рок» и «перкуссионное буги-вуги», используются для описания песен с Келлоггом и Стивенсом, в то время как «вклад Холдена» больше похож на формирующую работу группы. предполагают эволюцию возвышающегося прото-металла Vincebus Eruptum и Outsideinside".

## Участники записи
- Дики Питерсон — вокал, бас-гитара
- Брюс Стивенс — гитара
- Пол Уэйли — Барабаны
- Рэлфа Келлога — орган, клавишные

Другие
- Рэнди Хоуден — гитара (на 7-9)

## Список композиций
Слова и музыка всех песен — Дики Питерсеном, Рэлфа Келлога, Брюс Стивенс(кроме №6).
| №                   | Название                                           | Длительность |
| ------------------- | -------------------------------------------------- | ------------ |
| 1.                  | «When It All Gets Old»                             | 3:01         |
| 2.                  | «West Coast Child of Sunshine»                     | 2:41         |
| 3.                  | «I Want My Baby Back»                              | 3:19         |
| 4.                  | «Aces 'N' Eights»                                  | 2:47         |
| 5.                  | «As Long as I Live»                                | 2:20         |
| 6.                  | «It Takes a Lot to Laugh, It Takes a Train to Cry» | 3:16         |
| 7.                  | «Peace of Mind»                                    | 7:22         |
| 8.                  | «Fruit & Iceburgs»                                 | 6:05         |
| 9.                  | «Honey Butter Lover»                               | 1:16         |
| Общая длительность: | Общая длительность:                                | 32:07        |